# يوسل برغنر
يوسل برغنر (بالعبرية: יוסל ברגנר‏) (13 أكتوبر 1920 – 18 يناير 2017) رسام إسرائيلي. 
حصل على جائزة إسرائيل في الرسم في عام 1980. 

## حياته
ولد يوسل بيرجنر في فيينا في النمسا في عام 1920 ونشأ في وارسو في بولندا.
ومع ازدياد معاداة السامية في أوروبا، أُنشات المنظمة الإقليمية اليهودية في الولايات المتحدة في يوليو 1935، للبحث عن وطن يهودي لإقامة دولة تجمع اليهود. وبعد ذلك بوقت قصير، عرضت شركة رعي في أستراليا على المنظمة، منطقة تبلغ مساحتها حوالي 16,500 كيلومتر مربع (6,400 ميل2) في كيمبرلي، وتمتد من شمال غرب أستراليا إلى الإقليم الشمالي. لكن لم تلق تلك الفكرة أي قبول لدى المنظمة اليهودية، لكن قررت بحث هذه الخطة على أي حال. وشارك والد برغنر، ميليش رافيتش، في بحث جاد حول خطة كيمبرلي.
وبهذه الطريقة انتقلت عائلة بيرجنر إلى أستراليا. وهاجر يوسل إلى أستراليا عام 1937  ودرس في مدرسة المعرض الوطني في ملبورن حتى اندلاع الحرب العالمية الثانية. وخدم لمدة أربع سنوات ونصف في الجيش الأسترالي، ثم تابع دراسته في مدرسة الفنون.
في ملبورن في الفترة من 1937 إلى 1948، أقام بيرجنر صداقة مع العديد من الفنانين المحليين الذين أصبحوا لاحقا أكبر الفنانين تعبيرا عن الفن الأسترالي الحديث: سيدني نولان، وألبرت تاكر، وجون بيرسيفال، وآرثر بويد. 
غادر أستراليا في عام 1948 وبعد عامين من السفر وإقامة المعارض في باريس ومونتريال ومدينة نيويورك، استقر في إسرائيل.   وأقام في مدينة صفد حتى انتقل إلى تل أبيب عام 1957 مع زوجته الفنانة أودري برغنر.   

## أعماله
صمم برغنر مناظر طبيعية وأزياء للمسارح اليديشية والعبرية، ولا سيما لمسرحيات نسيم ألوني، كما قام بعمل الرسوم للعديد من الكتب.

## جوائز
- في عام 1956، حصل برغنر على جائزة ديزنغوف للرسم. [14]
- في عام 1980 حصل على جائزة إسرائيل في الرسم. [7]